# 古斯塔夫·迪尔森
古斯塔夫·迪尔森（瑞典語：Gustaf Dyrssen，1891年11月24日—1981年5月13日），瑞典男子现代五项运动员。他曾参加1920年、1924年、1928年和1936年四届夏季奥运会，其中在现代五项项目上收获一枚金牌和一枚银牌，击剑项目上则收获一枚银牌。